# Народно позориште у Бечу
Народно позориште у Бечу основано је 1889. године по жељи грађана у циљу остваривања равнотеже у односу на Бургтеатар. Изграђено је по замисли архитеката Хермана Хелмера и Фердинанда Фелнера који су покушали да помире жеље грађана и историцизма у архитектури. Замисао је била понудити широј популацији становништва класичну и модерну литературу кроз комаде који су ипак ближи традиционалном, што је принцип које је ово позориште задржало и до данас.